# North Chicago
North Chicago – miasto w Stanach Zjednoczonych, w stanie Illinois, w hrabstwie Lake.